# 1973
| [ Edytuj tabelę ]                                                | |
| Przewodniczący Rady Państwa                                      | - 1972 Henryk Jabłoński 1985 |
| Premier Polski                                                   | - 1970 Piotr Jaroszewicz 1980 |
| Prezydent Polski na uchodźstwie                                  | - 1972 Stanisław Ostrowski 1979 |
| Premier rządu RP na uchodźstwie                                  | - 1972 Alfred Urbański 1976 |
| I sekretarz KC PZPR                                              | - 1970 Edward Gierek 1980 |
| Król Afganistanu                                                 | - 1933 Mohammad Zaher Szah 1973 |
| Prezydent Afganistanu                                            | - 1973 Mohammad Daud Chan 1978 |
| Premier Afganistanu                                              | - 1972 Mohammad Musa Szafik 1973 |
| Przywódca Albanii                                                | - 1944 Enver Hoxha 1985 |
| Premier Albanii                                                  | - 1954 Mehmet Shehu 1981 |
| Prezydent Algierii                                               | - 1965 Huari Bumedien 1978 |
| Premier Algierii                                                 | - 1963 urząd zniesiony 1979 |
| Współksiążęta Andory                                             | - 1971 Joan Martí i Alanís 2003 - 1969 Georges Pompidou 1974                                                                                             |
| Król Arabii Saudyjskiej                                          | - 1964 Fajsal ibn Abd al-Aziz Al Su’ud 1975 |
| Prezydent Argentyny                                              | - 1971 gen. Alejandro Agustin Lanusse 1973 - 1973 Héctor José Cámpora 1973 - 1973 Raúl Alberto Lastiri 1973 - 1973 gen. Juan Perón 1974                  |
| Premier Australii                                                | - 1972 Gough Whitlam 1975 |
| Prezydent Austrii                                                | - 1965 Franz Jonas 1974 |
| Kanclerz Austrii                                                 | - 1970 Bruno Kreisky 1983 |
| Premier Bahamów                                                  | - 1973 Lynden Pindling 1992 |
| Emir Bahrajnu                                                    | - 1971 Isa ibn Salman Al Chalifa 1999 |
| Premier Bahrajnu                                                 | - 1970 Chalifa ibn Salman Al Chalifa 2020 |
| Prezydent Bangladeszu                                            | - 1972 Abu Sayeed Chowdhury 1973 - 1973 Mohammad Mohamadullah 1975                                                                                       |
| Premier Bangladeszu                                              | - 1972 Sheikh Mujibur Rahman 1975 |
| Premier Barbadosu                                                | - 1966 Errol Barrow 1976 |
| Przewodniczący Zjednoczonej Rady Rewolucyjnej Birmy              | - 1962 Ne Win 1974 |
| Premier Birmy                                                    | - 1962 Ne Win 1974 |
| Król Belgów                                                      | - 1951 Baudouin 1993 |
| Premier Belgii                                                   | - 1968 Gaston Eyskens 1973 - 1973 Edmond Leburton 1974                                                                                                   |
| Prezydent Beninu                                                 | - 1972 Mathieu Kérékou 1991 |
| Król Bhutanu                                                     | - 1972 Jigme Singye Wangchuck 2006 |
| Premier Bhutanu                                                  | - 1964 urząd zniesiony 1998 |
| Prezydent Boliwii                                                | - 1971 Hugo Banzer Suárez 1978 |
| Prezydent Botswany                                               | - 1966 Seretse Khama 1980 |
| Prezydent Brazylii                                               | - 1969 Emílio Garrastazu Médici 1974 |
| Sułtan Brunei                                                    | - 1967 Hassanal Bolkiah |
| Przywódca Bułgarii                                               | - 1954 Todor Żiwkow 1989 |
| Premier Bułgarii                                                 | - 1971 Stanko Todorow 1981 |
| Prezydent Burundi                                                | - 1966 Michel Micombero 1976 |
| Premier Burundi                                                  | - 1972 Albin Nyamoya 1973 - 1973 urząd zniesiony 1976 |
| Prezydent Chile                                                  | - 1970 Salvador Allende 1973 - 1973 Augusto Pinochet 1990                                                                                                |
| Przewodniczący ChRL                                              | - 1968 Dong Biwu 1975 |
| Premier Chin                                                     | - 1949 Zhou Enlai 1976 |
| Prezydent Cypru                                                  | - 1960 Michail Muskos 1974 |
| Prezydent Czadu                                                  | - 1960 François Tombalbaye 1975 |
| Premier Czadu                                                    | - 1960 urząd zniesiony 1978 |
| Prezydent Czechosłowacji                                         | - 1968 Ludvík Svoboda 1975 |
| Premier Czechosłowacji                                           | - 1970 Lubomír Štrougal 1988 |
| Król Danii                                                       | - 1972 Małgorzata II 2024 |
| Premier Danii                                                    | - 1972 Anker Jørgensen 1973 - 1973 Poul Hartling 1975 |
| Dalajlama                                                        | - 1940 Tenzin Gjaco |
| Prezydent Dominikany                                             | - 1966 Joaquín Balaguer 1978 |
| Prezydent Egiptu                                                 | - 1970 Anwar as-Sadat 1981 |
| Premier Egiptu                                                   | - 1972 Aziz Sidki 1973 - 1973 Anwar as-Sadat 1974 |
| Prezydent Ekwadoru                                               | - 1972 Guillermo Rodríguez 1976 |
| Cesarz Etiopii                                                   | - 1941 Hajle Syllasje 1974 |
| Premier Etiopii                                                  | - 1961 Aklilu Habte-Ueld 1974 |
| Przew. Komisji Europejskiej                                      | - 1973 François-Xavier Ortoli (Francja) 1976 |
| Premier Fidżi                                                    | - 1970 Kamisese Mara 1987 |
| Prezydent Filipin                                                | - 1965 Ferdinand Marcos 1986 |
| Prezydent Finlandii                                              | - 1956 Urho Kekkonen 1981 |
| Premier Finlandii                                                | - 1972 Kalevi Sorsa 1975 |
| Prezydent Francji                                                | - 1969 Georges Pompidou 1974 |
| Premier Francji                                                  | - 1972 Pierre Messmer 1974 |
| Prezydent Gabonu                                                 | - 1967 Omar Bongo 2009 |
| Premier Gabonu                                                   | - 1961 urząd zniesiony 1975 |
| Prezydent Gambii                                                 | - 1970 Dawda Kairaba Jawara 1994 |
| Prezydent Ghany                                                  | - 1972 Ignatius Kutu Acheampong 1978 |
| Prezydent Górnej Wolty                                           | - 1966 Sangoulé Lamizana 1980 |
| Król Grecji                                                      | - 1964 Konstantyn II 1973 |
| Prezydent Grecji                                                 | - 1973 Jeorjos Papadopulos 1973 - 1973 Fedon Gizikis 1974                                                                                                |
| Premier Grecji                                                   | - 1967 Jeorjos Papadopulos 1973 - 1973 Spyros Markezinis 1973 - 1973 Adamandios Andrutsopulos 1974                                                       |
| Prezydent Gujany                                                 | - 1970 Arthur Chung 1980 |
| Premier Gujany                                                   | - 1964 Forbes Burnham 1980 |
| Prezydent Gwatemali                                              | - 1970 Carlos Manuel Arana Osorio 1974 |
| Prezydent Gwinei                                                 | - 1958 Ahmed Sekou Touré 1984 |
| Premier Gwinei                                                   | - 1972 Louis Lansana Beavogui 1984 |
| Prezydent Gwinei Bissau                                          | - 1973 Luís Cabral 1980 |
| Premier Gwinei Bissau                                            | - 1973 Francisco Mendes 1978 |
| Prezydent Gwinei Równikowej                                      | - 1968 Francisco Macías Nguema 1979 |
| Prezydent Haiti                                                  | - 1971 Jean-Claude Duvalier 1986 |
| Regent Hiszpanii                                                 | - 1947 Francisco Franco 1975 |
| Premier Hiszpanii                                                | - 1939 Francisco Franco 1973 - 1973 Luis Carrero Blanco 1973 - 1973 Torcuato Fernández-Miranda (p.o.) 1973 - 1973 Carlos Arias Navarro 1976              |
| Król Holandii                                                    | - 1948 Juliana 1980 |
| Premier Holandii                                                 | - 1971 Barend Biesheuvel 1973 - 1973 Joop den Uyl 1977                                                                                                   |
| Prezydent Hondurasu                                              | - 1972 Oswaldo López Arellano (p.o.) 1975 |
| Szach Iranu                                                      | - 1941 Mohammad Reza Pahlawi 1979 |
| Premier Iranu                                                    | - 1965 Amir Abbas Howejda 1977 |
| Prezydent Iraku                                                  | - 1968 Ahmad Hasan al-Bakr 1979 |
| Premier Iraku                                                    | - 1968 Ahmad Hasan al-Bakr 1979 |
| Prezydent Indii                                                  | - 1969 Varahagiri Venkata Giri 1974 |
| Premier Indii                                                    | - 1966 Indira Gandhi 1977 |
| Prezydent Indonezji                                              | - 1967 Suharto 1998 |
| Prezydent Irlandii                                               | - 1959 Éamon de Valera 1973 - 1973 Erskine Hamilton Childers 1974                                                                                        |
| Premier Irlandii                                                 | - 1966 Jack Lynch 1973 - 1973 Liam Cosgrave 1977 |
| Prezydent Islandii                                               | - 1968 Kristján Eldjárn 1980 |
| Premier Islandii                                                 | - 1971 Ólafur Jóhannesson 1974 |
| Prezydent Izraela                                                | - 1963 Zalman Szazar 1973 - 1973 Efraim Kacir 1978 |
| Premier Izraela                                                  | - 1969 Golda Meir 1974 |
| Premier Jamajki                                                  | - 1972 Michael Manley 1980 |
| Cesarz Japonii                                                   | - 1926 Hirohito 1989 |
| Premier Japonii                                                  | - 1972 Kakuei Tanaka 1974 |
| Prezydent Jemenu Południowego                                    | - 1969 Salim Ali Rubai 1978 |
| Prezydent Jemenu Północnego                                      | - 1967 Abdul Rahman al-Iriani 1974 |
| Król Jordanii                                                    | - 1952 Husajn 1999 |
| Premier Jordanii                                                 | - 1971 Ahmad al-Lauzi 1973 - 1973 Zajd ar-Rifa’i 1976 |
| Prezydent Jugosławii                                             | - 1953 Josip Broz Tito 1980 |
| Premier Jugosławii                                               | - 1971 Džemal Bijedić 1977 |
| Prezydent Kamerunu                                               | - 1960 Ahmadou Ahidjo 1982 |
| Przywódca Ludowej Republiki Kampuczy                             | - 1972 Heng Samrin 1992 |
| Premier Kanady                                                   | - 1968 Pierre Trudeau 1979 |
| Emir Kataru                                                      | - 1972 Chalifa ibn Ahmad 1995 |
| Premier Kataru                                                   | - 1971 Chalifa ibn Ahmad 1995 |
| Prezydent Kenii                                                  | - 1964 Jomo Kenyatta 1978 |
| Prezydent Republiki Khmerów                                      | - 1972 Lon Nol 1975 |
| Premier Republiki Khmerów                                        | - 1972 Hang Thun Hak 1973 - 1973 In Tam 1973 - 1973 Long Boret 1975                                                                                      |
| Prezydent Kolumbii                                               | - 1970 {{link-interwiki\|Misael Pastrana Borrero\|Q=Q728833}} 1974                                                                                       |
| Prezydent Konga                                                  | - 1969 Marien Ngouabi 1977 |
| Premier Konga                                                    | - 1969 urząd zniesiony 1973 - 1973 Henri Lopès 1975 |
| Patriarcha Konstantynopola                                       | - 1972 Dymitr I 1991 |
| Prezydent Korei Południowej                                      | - 1963 Park Chung-hee 1979 |
| Premier Korei Południowej                                        | - 1971 Kim Jong-pil 1975 |
| Prezydent KRLD                                                   | - 1972 Kim Il Sŏng 1994 |
| Premier KRLD                                                     | - 1972 Kim Il 1976 |
| Prezydent Kostaryki                                              | - 1970 José Figueres Ferrer 1974 |
| Prezydent Kuby                                                   | - 1959 Osvaldo Dorticós Torrado 1976 |
| Premier Kuby                                                     | - 1959 Fidel Castro 1976 |
| Emir Kuwejtu                                                     | - 1965 Sabah III 1977 |
| Premier Kuwejtu                                                  | - 1965 Dżabir al-Ahmad al-Dżabir as-Sabah 1978 |
| Król Laosu                                                       | - 1959 Savang Vatthana 1975 |
| Król Lesotho                                                     | - 1966 Moshoeshoe II 1990 |
| Premier Lesotho                                                  | - 1965 Leabua Jonathan 1986 |
| Prezydent Libanu                                                 | - 1970 Sulajman Farandżijja 1976 |
| Premier Libanu                                                   | - 1970 Saëb Salam 1973 - 1973 Amin al-Hafiz 1973 - 1973 Taki ad-Din as-Sulh 1974                                                                         |
| Prezydent Liberii                                                | - 1971 William Tolbert Jr. 1980 |
| Przywódca Libii                                                  | - 1969 Mu’ammar al-Kaddafi 2011 |
| Premier Libii                                                    | - 1972 Abd as-Salam Dżallud 1977 |
| Książę Liechtensteinu                                            | - 1938 Franciszek Józef II 1989 |
| Premier Liechtensteinu                                           | - 1970 Alfred Hilbe 1974 |
| Premier Litwyna emigracji                                        | - 1940 Stasys Lozoraitis 1983 |
| Wielki książę Luksemburga                                        | - 1964 Jan 2000 |
| Premier Luksemburga                                              | - 1959 Pierre Werner 1974 |
| Prezydent Madagaskaru                                            | - 1972 Gabriel Ramanantsoa 1975 |
| Premier Madagaskaru                                              | - 1972 Gabriel Ramanantsoa 1975 |
| Prezydent Malawi                                                 | - 1966 Hastings Kamuzu Banda 1994 |
| Prezydent Malediwów                                              | - 1968 Ibrahim Nasir 1978 |
| Król Malezji                                                     | - 1970 Tuanku Abdul Halim 1975 |
| Premier Malezji                                                  | - 1970 Tun Abdul Razak 1976 |
| Prezydent Mali                                                   | - 1968 Moussa Traoré 1991 |
| Premier Mali                                                     | - 1969 urząd zniesiony 1986 |
| Premier Malty                                                    | - 1971 Dom Mintoff 1984 |
| Król Maroka                                                      | - 1961 Hassan II 1999 |
| Premier Maroka                                                   | - 1972 Ahmed Osman 1979 |
| Prezydent Mauretanii                                             | - 1960 Muchtar wuld Dadda 1978 |
| Premier Mauretanii                                               | - 1961 urząd zniesiony 1979 |
| Premier Mauritiusa                                               | - 1968 Seewoosagur Ramgoolam 1982 |
| Prezydent Meksyku                                                | - 1970 Luis Echeverría 1976 |
| Książę Monako                                                    | - 1949 Rainier III 2005 |
| Minister stanu Monako                                            | - 1972 André Saint-Mleux 1981 |
| Przewodniczący Prezydium Wielkiego Churału Ludowego Mongolii     | - 1972 Sonomyn Luwsan (p.o.) 1974 |
| Premier Mongolii                                                 | - 1952 Jumdżaagijn Cedenbal 1974 |
| Sekretarz generalny NATO                                         | - 1971 Joseph Luns (Holandia) 1984 |
| Prezydent Nauru                                                  | - 1968 Hammer DeRoburt 1976 |
| Król Nepalu                                                      | - 1972 Birendra 2001 |
| Premier Nepalu                                                   | - 1971 Kirti Nidhi Bista 1973 - 1973 Nagendra Prasad Rijal 1975                                                                                          |
| Prezydent Niemiec                                                | - 1969 Gustav Heinemann 1974 |
| Kanclerz Niemiec                                                 | - 1969 Willy Brandt 1974 |
| Prezydent Nigru                                                  | - 1960 Hamani Diori 1974 |
| Prezydent Nigerii                                                | - 1966 Yakubu Gowon 1975 |
| Prezydent Nikaragui                                              | - 1972 junta 1974 |
| Król Norwegii                                                    | - 1957 Olaf V 1991 |
| Premier Norwegii                                                 | - 1972 Lars Korvald 1973 - 1973 Trygve Bratteli 1976 |
| Premier Nowej Zelandii                                           | - 1972 Norman Kirk 1974 |
| Przewodniczący Rady Państwa NRD                                  | - 1960 Walter Ulbricht 1973 - 1973 Friedrich Ebert (tymcz.) 1973 - 1973 Willi Stoph 1976                                                                 |
| Premier NRD                                                      | - 1964 Willi Stoph 1973 - 1973 Horst Sindermann 1976 |
| Sułtan Omanu                                                     | - 1970 Kabus ibn Sa’id 2020 |
| Sekretarz generalny ONZ                                          | - 1972 Kurt Waldheim (Austria) 1981 |
| Prezydent Pakistanu                                              | - 1971 Zulfikar Ali Bhutto 1973 - 1973 Fazal Ilahi Chaudhry 1978                                                                                         |
| Premier Pakistanu                                                | - 1971 wakat 1973 - 1973 Zulfikar Ali Bhutto 1977 |
| Prezydent Panamy                                                 | - 1969 Demetrio Lakas Bahas 1978 |
| Wojskowy przywódca Panamy                                        | - 1968 Omar Torrijos 1981 |
| Papież                                                           | - 1963 Paweł VI 1978 |
| Prezydent Paragwaju                                              | - 1954 gen. Alfredo Stroessner 1989 |
| Prezydent Peru                                                   | - 1968 Juan Velasco Alvarado 1975 |
| Prezydent Południowej Afryki                                     | - 1968 Jacobus Fouché 1975 |
| Premier Południowej Afryki                                       | - 1966 Balthazar Vorster 1978 |
| Prezydent Portugalii                                             | - 1958 Américo Tomás 1974 |
| Premier Portugalii                                               | - 1968 Marcelo Caetano 1974 |
| Sekretarz generalny Rady Europy                                  | - 1969 Lujo Tončić-Sorinj (Austria) 1974 |
| Prezydent Republiki Środkowoafrykańskiej                         | - 1966 Jean-Bédel Bokassa 1976 |
| Premier Republiki Środkowoafrykańskiej                           | - 1960 urząd zniesiony 1975 |
| Prezydent Rodezji                                                | - 1970 Clifford Walter Dupont 1975 |
| Premier Rodezji                                                  | - 1965 Ian Smith 1979 |
| Prezydent Rumunii                                                | - 1967 Nicolae Ceaușescu 1989 |
| Premier Rumunii                                                  | - 1961 Ion Gheorghe Maurer 1974 |
| Prezydent Rwandy                                                 | - 1962 Grégoire Kayibanda 1973 - 1973 Juvénal Habyarimana 1994                                                                                           |
| Prezydent Salwadoru                                              | - 1972 Arturo Armando Molina 1977 |
| O le Ao o le Malo Samoa                                          | - 1962 Malietoa Tanumafili II 2007 |
| Premier Samoa                                                    | - 1970 Tupua Tamasese Lealofi IV 1973 - 1973 Mataʻafa Mulinuʻu II 1975                                                                                   |
| Kapitanowie regenci San Marino                                   | - 1972 Rosolino Martelli Bruno Casali 1973 - 1973 Francesco Maria Francini Primo Bugli 1973 - 1973 Antonio Lazzaro Volpinari Giovan Luigi Franciosi 1974 |
| Sekretarz Stanu do spraw Politycznych i Zagranicznych San Marino | - 1972 Giancarlo Ghironzi 1973 - 1973 Gian Luigi Berti 1975                                                                                              |
| Prezydent Senegalu                                               | - 1960 Léopold Sédar Senghor 1980 |
| Premier Senegalu                                                 | - 1970 Abdou Diouf 1980 |
| Prezydent Sierra Leone                                           | - 1971 Siaka Stevens 1985 |
| Prezydent Singapuru                                              | - 1971 Benjamin Sheares 1981 |
| Premier Singapuru                                                | - 1965 Lee Kuan Yew 1990 |
| Prezydent Somalii                                                | - 1969 Mohammed Siad Barre 1991 |
| Premier Somalii                                                  | - 1970 urząd zniesiony 1987 |
| Prezydent Sri Lanki                                              | - 1972 William Gopallawa 1978 |
| Premier Sri Lanki                                                | - 1970 Sirimavo Bandaranaike 1977 |
| Król Suazi                                                       | - 1968 Sobhuza II 1982 |
| Premier Suazi                                                    | - 1967 Makhosini Dlamini 1976 |
| Prezydent Sudanu                                                 | - 1969 Dżafar Muhammad an-Numajri 1985 |
| Premier Sudanu                                                   | - 1969 Dżafar Muhammad an-Numajri 1976 |
| Prezydent Syrii                                                  | - 1971 Hafiz al-Asad 2000 |
| Premier Syrii                                                    | - 1972 Mahmud al-Ajjubi 1976 |
| Prezydent Szwajcarii                                             | - 1973 Roger Bonvin 1973 |
| Król Szwecji                                                     | - 1950 Gustaw VI Adolf 1973 - 1973 Karol XVI Gustaw |
| Premier Szwecji                                                  | - 1969 Olof Palme 1976 |
| Król Tajlandii                                                   | - 1946 Bhumibol Adulyadej 2016 |
| Premier Tajlandii                                                | - 1963 Thanom Kittikachorn 1973 - 1973 Sanya Thammasak 1975                                                                                              |
| Prezydent Tajwanu                                                | - 1950 Czang Kaj-szek 1975 |
| Prezydent Tanzanii                                               | - 1964 Julius Nyerere 1985 |
| Premier Tanzanii                                                 | - 1972 Rashidi Kawawa 1977 |
| Prezydent Togo                                                   | - 1967 Gnassingbé Eyadéma 2005 |
| Premier Togo                                                     | - 1961 urząd zniesiony 1991 |
| Król Tonga                                                       | - 1965 Taufaʻahau Tupou IV 2006 |
| Premier Tonga                                                    | - 1965 Sione Ngū Manumataongo Uelingatoni 1991 |
| Premier Trynidadu i Tobago                                       | - 1962 Eric Williams 1981 |
| Prezydent Tunezji                                                | - 1957 Habib Burgiba 1987 |
| Premier Tunezji                                                  | - 1970 Al-Hadi Nuwajra 1980 |
| Prezydent Turcji                                                 | - 1966 Cevdet Sunay 1973 - 1973 Tekin Ariburun 1973 - 1973 Fahri Korutürk 1980                                                                           |
| Premier Turcji                                                   | - 1972 Ferit Melen 1973 - 1973 Naim Talu 1974 |
| Prezydent Ugandy                                                 | - 1971 Idi Amin 1979 |
| Premier Ugandy                                                   | - 1966 urząd zniesiony 1980 |
| Prezydent Urugwaju                                               | - 1972 Juan María Bordaberry 1976 |
| Prezydent USA                                                    | - 1969 Richard Nixon 1974 |
| Prezydent Wenezueli                                              | - 1969 Rafael Caldera 1974 |
| Prezydent Węgier                                                 | - 1967 Pál Losonczi 1987 |
| Premier Węgier                                                   | - 1967 Jenő Fock 1975 |
| Monarcha Wielkiej Brytanii                                       | - 1952 Elżbieta II 2022 |
| Premier Wielkiej Brytanii                                        | - 1970 Edward Heath 1974 |
| Prezydent Wietnamu Północnego                                    | - 1969 Tôn Đức Thắng 1976 |
| Premier Wietnamu Północnego                                      | - 1955 Phạm Văn Đồng 1976 |
| Prezydent Wietnamu Południowego                                  | - 1965 Nguyễn Văn Thiệu 1975 |
| Premier Wietnamu Południowego                                    | - 1969 Trần Thiện Khiêm 1975 |
| Prezydent Włoch                                                  | - 1971 Giovanni Leone 1978 |
| Premier Włoch                                                    | - 1972 Giulio Andreotti 1973 - 1973 Mariano Rumor 1974                                                                                                   |
| Prezydent WKS                                                    | - 1960 Félix Houphouët-Boigny 1993 |
| Premier WKS                                                      | - 1960 urząd zniesiony 1990 |
| Prezydent Zambii                                                 | - 1964 Kenneth Kaunda 1991 |
| Prezydent Zairu                                                  | - 1971 Mobutu Sese Seko 1997 |
| Prezydent ZEA                                                    | - 1971 Zajid ibn Sultan Al Nahajjan 2004 |
| Premier ZEA                                                      | - 1971 Maktum ibn Raszid al-Maktum 1979 |
| Przywódca ZSRR                                                   | - 1964 Leonid Breżniew 1982 |
| Premier ZSRR                                                     | - 1964 Aleksiej Kosygin 1980 |

Rok 1973 / MCMLXXIII
stulecia: XIX wiek ~
XX wiek ~
XXI wiek

dziesięciolecia:
1940–1949 •
1950–1959 •
1960–1969 •
1970–1979
• 1980–1989
• 1990–1999
• 2000–2009

lata: 1963 «
1968 «
1969 «
1970 «
1971 «
1972 «
1973
» 1974
» 1975
» 1976
» 1977
» 1978
» 1983

## Rok 1973 ogłoszono
- Organizacja Narodów Zjednoczonych do Spraw Oświaty, Nauki i Kultury ogłosiła rok 1973 – Rokiem Kopernikańskim

## Wydarzenia w Polsce
- 1 stycznia:
  - powstał koncern wydawniczy RSW „Prasa-Książka-Ruch”, centralna organizacja wydawnicza PZPR.
  - wprowadzono system kodów pocztowych.
  - Iwonicz-Zdrój, Izbica Kujawska, Jastarnia, Kolonowskie, Nowa Sarzyna, Ogrodzieniec, Pieniężno, Poręba, Sępopol, Sławięcice, Sompolno, Szczyrk, Szczytna i Wojcieszów uzyskały prawa miejskie, natomiast Lędyczek i Miasteczko Krajeńskie je utraciły.
- 2 stycznia – początek całodobowego nadawania programów Polskiego Radia.
- 8 stycznia:
  - krajowa narada aktywu partyjnego pod przewodnictwem Edwarda Gierka. Pozytywna ocena dorobku lat 1971–1972.
  - premiera filmu Wesele w reżyserii Andrzeja Wajdy, na podstawie dramatu Stanisława Wyspiańskiego.
- 11 stycznia – premiera 1. odcinka serialu Gruby.
- 18 stycznia – pierwsza od 1968 roku premiera Dziadów Adama Mickiewicza. Inscenizację w Teatrze Starym w Krakowie przygotował Konrad Swinarski.
- 29 stycznia – początek konferencji szkoleniowej dla ministrów rządu PRL, prowadzonej przez ośrodek szkolenia kadr kierowniczych przy KC PZPR.
- 31 stycznia – David Rockefeller w Polsce. Rozmowy z I sekretarzem KC PZPR Edwardem Gierkiem i premierem Piotrem Jaroszewiczem oraz z ministrami odpowiedzialnymi za resorty gospodarcze.
- 7 lutego – krajowa narada aktywistów organizacji młodzieżowych z udziałem Edwarda Gierka. Podjęto decyzję o szybkim powołaniu Federacji Socjalistycznych Związków Młodzieży Polskiej.
- 8 lutego – Edward Gierek przyjął przewodniczącego Komitetu Ekspertów, Jana Szczepańskiego, który wręczył I sekretarzowi raport o stanie oświaty. W raporcie postulowano „tworzenie jednolitego frontu kształcenia i wychowania”.
- 14 lutego – premiera filmu Kopernik.
- 18 lutego – inauguracja obchodów 500. rocznicy urodzin Mikołaja Kopernika.
- 19 lutego – otwarto planetarium w Olsztynie.
- 28 lutego – w katastrofie samolotu rządowego pod Szczecinem zginęły wszystkie 18 osób znajdujących się na pokładzie, w tym minister spraw wewnętrznych Wiesław Ociepka i 6 członków delegacji MSW Czechosłowacji.
- 1 marca – Program I Polskiego Radia rozpoczął nadawanie audycji Sygnały Dnia.
- 2 marca – decyzja Prezydium Rządu w sprawie budowy Huty Katowice.
- 5 marca – Koła Młodzieży Wojskowej zostały przekształcone w Socjalistyczny Związek Młodzieży Wojskowej, który wszedł w skład Federacji Socjalistycznych Związków Młodzieży Polskiej.
- 11 marca – na antenie TVP1 przeprowadzono pierwszą transmisję z losowania gier liczbowych Totalizatora Sportowego.
- 20 marca – Biuro Polityczne KC PZPR podjęło uchwałę w sprawie rozwoju informatyki w latach 1973–1975.
- 22 marca – list Episkopatu do Sejmu PRL w sprawie młodzieży.
- 25 marca – premiera serialu Wielka miłość Balzaka.
- 26 marca – VIII Kongres Zrzeszenia Studentów Polskich. Utworzenie Socjalistycznego Związku Studentów Polskich.
- 30 marca – zakończono produkcję samochodu osobowego FSO Warszawa.
- 2–4 kwietnia – obrady VI Kongresu Zjednoczonego Stronnictwa Ludowego. Prezesem Naczelnego Komitetu ponownie wybrano Stanisława Gucwę.
- 11 kwietnia – inauguracyjne posiedzenie Rady Głównej Federacji Socjalistycznych Związków Młodzieży Polskiej.
- 16 kwietnia – pierwszy w historii PLL LOT rejs transoceaniczny: Ił-62 „Mikołaj Kopernik” pokonał trasę do Nowego Jorku.
- 17 kwietnia – dokonano oblotu samolotu rolniczego PZL-106 Kruk.
- 19–21 kwietnia – walny zjazd SPATiF-ZASP. Podjęto uchwałę o tworzeniu dzieł kultury „w oparciu o ideały socjalizmu”. Przewodniczącym został ponownie Gustaw Holoubek.
- 22 kwietnia:
  - w Nowej Hucie odsłonięto pomnik Włodzimierza Lenina. Okolicznościowe przemówienie wygłosił Franciszek Szlachcic.
  - odbyła się premiera komedii filmowej Poszukiwany, poszukiwana w reżyserii Stanisława Barei.
- 4 maja – premiera filmu Motyle.
- 10 maja – polska premiera filmu Ostatnie tango w Paryżu.
- 11–12 maja – z oficjalną wizytą przebywał w Polsce przywódca ZSRR, I sekretarz KC KPZR Leonid Breżniew.
- 3 czerwca – w Międzylesiu pod Warszawą wmurowano akt erekcyjny pod budowę Instytutu „Pomnika – Centrum Zdrowia Dziecka”.
- 6 czerwca:
  - w Chorzowie reprezentacja Polski w piłce nożnej pokonała Anglików 2:0.
  - w Fabryce Samochodów Małolitrażowych w Bielsku-Białej zmontowano z włoskich części pierwszego Polskiego Fiata 126p.
- 10 czerwca – otwarto obecny Stadion im. Kazimierza Górskiego w Płocku.
- 12 czerwca:
  - otwarto bazę promową w Gdańsku Nowym Porcie.
  - premiera filmu obyczajowego Chłopcy w reżyserii Ryszarda Bera.
- 14 czerwca – podpisano kolejne umowy kredytowe: z amerykańskim bankiem Export-Import oraz koncernem International Harvester.
- 24 czerwca – kapitan Krzysztof Baranowski po 272 dniach zakończył samotny rejs jachtem dookoła świata.
- 26–29 czerwca – II Kongres Nauki Polskiej.
- 30 czerwca – zlikwidowano komunikację trolejbusową w Warszawie.
- 10 lipca – Kielce: z połączenia 2 klubów Iskra i SHL powstał klub sportowy Korona Kielce.
- 14 lipca – odsłonięto pomnik Matki Polki w Raciborzu.
- 20 lipca – otwarto Łódzki Ogród Botaniczny.
- 21 lipca – pierwsza wolna sobota.
- 22 lipca – oficjalne uruchomienie linii produkcyjnej Polskiego Fiata 126p (popularny „Maluch”).
- 24 lipca – położono kamień węgielny pod budowę pierwszego budynku gdańskiego osiedla Zaspa.
- 29 lipca – premiera filmu Wniebowzięci.
- 10 sierpnia – premiera filmu Niebieskie jak Morze Czarne.
- 11 sierpnia – w Warszawie, płotkarka Danuta Piecyk ustanowiła rekord Polski w biegu na 400 m ppł. (56,91 s.)
- 12 sierpnia – w Warszawie, Bronisława Doborzyńska ustanowiła rekord Polski w biegu na 3000 m (9:19,6 s.)
- 26 sierpnia – w Warszawie, Elżbieta Skowrońska-Katolik ustanowiła rekord Polski w biegu na 1500 m (4:16,3 s.)
- 27 sierpnia – 16 osób zginęło, 24 zostały ranne w katastrofie kolejowej pod Radkowicami.
- 2 września – Jerzy Szczakiel wygrał w Chorzowie finał Indywidualnych Mistrzostw Świata na żużlu.
- 3 września – premiera filmu Hubal.
- 4–13 września – w Gdańsku odbyła się konferencja państw bałtyckich. Podpisano Konwencję o Rybołówstwie i Ochronie Żywych Zasobów Morza Bałtyckiego.
- 6 września – Mirosław Wodzyński ustanowił rekord Polski w biegu na 110 m ppł. wynikiem 13,67 s.
- 13 września – Telewizja Polska wyemitowała premierowy odcinek serialu Stawiam na Tolka Banana.
- 15 września – do służby wszedł duży kuter torpedowy ORP „Odważny”, projektu 664, typu Bitny.
- 23 września:
  - Elżbieta Katolik ustanowiła rekord Polski w biegu na 800 m wynikiem 1:59,8 s.
  - Bronisław Malinowski ustanowił rekord Polski w biegu na 3000 m z przeszk. wynikiem 8:21,6 s.
- 25 września – premiera filmu Zazdrość i medycyna.
- 26 września – w rozegranym na Stadionie Śląskim meczu eliminacyjnym do mistrzostw świata Polska pokonała Walię 3:0.
- 27 września – Sejm zmienił ordynację wyborczą do Rad Narodowych.
- 30 września:
  - utworami najwybitniejszych polskich kompozytorów: Krzysztofa Pendereckiego, Witolda Lutosławskiego i Tadeusza Bairda zakończył się XVII Międzynarodowy Festiwal Muzyki Współczesnej „Warszawska Jesień”.
  - na apel Komitetu Centralnego członkowie PZPR uczestniczyli w ogólnopolskim czynie partyjnym.
- 7 października – w warszawskim kościele oo. jezuitów na Starym Mieście prymas Stefan Wyszyński dokonał koronacji obrazu Matki Bożej Łaskawej.
- 13 października – Sejm podjął uchwałę w sprawie systemu edukacji narodowej.
- 17 października – polscy piłkarze zremisowali z Anglią na Wembley 1:1 i awansowali do Mistrzostw Świata w Niemczech.
- 13 listopada – prapremiera sztuki Sławomira Mrożka Szczęśliwe wydarzenie w Teatrze Współczesnym w Warszawie, pierwszej premiery Mrożka w kraju po 1968.
- 22 listopada – Sejm uchwalił ustawę o zmianie Konstytucji i ustawy o Radach Narodowych.
- 24 listopada – premiera filmu Krzysztofa Zanussiego Iluminacja.
- 26 listopada – została utworzona Polska Wojskowa Jednostka Specjalna, mająca wejść w skład sił pokojowych ONZ na Bliskim Wschodzie.
- 7 grudnia – odbyła się premiera filmu Chłopi.
- 9 grudnia – odbyły się wybory do rad narodowych.
- 11 grudnia – odbyła się premiera filmu Sanatorium pod Klepsydrą w reżyserii Wojciecha Jerzego Hasa.
- 15 grudnia:
  - otwarto odbudowane po wojnie Państwowe Muzeum Etnograficzne w Warszawie.
  - obchodzono 25. rocznicę utworzenia PZPR.
- 23 grudnia – premiera 1. odcinka serialu Czarne chmury.
- 24 grudnia – przemówienie kardynała Stefana Wyszyńskiego w sprawie wychowania młodzieży.
- 31 grudnia – przekazano Kościołowi dobra tzw. martwej ręki leżące na ziemiach zachodnich i północnych.

## Wydarzenia na świecie
- 1 stycznia:
  - Belgia objęła prezydencję w Radzie Unii Europejskiej
  - do Wspólnoty Europejskiej przyłączyły się kolejne kraje: Dania, Irlandia i Wielka Brytania.
- 8 stycznia:
  - rozpoczął się proces 7 oskarżonych w aferze Watergate.
  - wznowiono tajne amerykańsko-wietnamskie rozmowy pokojowe pod Paryżem.
  - została wystrzelona radziecka sonda księżycowa Łuna 21 wraz z pojazdem Łunochod 2.
- 10 stycznia – w wyniku przejścia tornada nad San Justo w Argentynie zginęły 54 osoby, a 350 zostało rannych.
- 11 stycznia – w Irlandii po raz pierwszy na wschodnim wybrzeżu Atlantyku zaobserwowano bielika amerykańskiego.
- 13 stycznia – ukazał się debiutancki album amerykańskiej grupy Aerosmith pt. Aerosmith.
- 14 stycznia – Elvis Presley wystąpił w Honolulu na transmitowanym przez satelitę na cały świat koncercie Aloha from Hawaii.
- 15 stycznia:
  - na Księżycu wylądowała radziecka sonda Łuna 21.
  - papież Paweł VI przyjął na audiencji premier Izraela Goldę Meir.
- 16 stycznia – stacja NBC wyemitowała ostatni odcinek serialu Bonanza.
- 22 stycznia:
  - Sąd Najwyższy Stanów Zjednoczonych w sprawie Roe v. Wade orzekł dopuszczalność aborcji.
  - 176 osób zginęło w katastrofie jordańskiego Boeinga 707 w nigeryjskim mieście Kano.
- 23 stycznia – na islandzkiej wyspie Heimaey doszło do erupcji wulkanu Eldfell.
- 27 stycznia – wojna wietnamska: USA, Wietnam Północny oraz Vietcong podpisały w Paryżu porozumienie o przerwaniu ognia.
- 1 lutego – w Południowej Afryce utworzono bantustan Venda.
- 6 lutego – rozpoczęto budowę wieży telewizyjnej CN Tower w kanadyjskim Toronto.
- 9 lutego – Francja i Wielka Brytania nawiązały stosunki dyplomatyczne z NRD.
- 15 lutego – doradca prezydenta USA ds. bezpieczeństwa narodowego Henry Kissinger przybył z wizytą do Pekinu.
- 19 lutego – w katastrofie należącego do Aerofłotu samolotu Tu-154 w Pradze zginęło 66 osób.
- 21 lutego:
  - izraelskie myśliwce zestrzeliły nad półwyspem Synaj samolot pasażerski Libyan Airlines; zginęło 108 osób.
  - w stolicy Laosu Wientianie podpisano porozumienie między rządem a komunistycznymi rebeliantami z Pathet Lao.
- 22 lutego – oddano do użytku Most Nuselski w Pradze.
- 27 lutego – w proteście przeciwko łamaniu ich praw przez władze federalne, kilkuset działaczy Ruchu Indian Amerykańskich rozpoczęło okupację miejscowości Wounded Knee (Dakota Południowa).
- 1 marca – Chartum, Sudan: 8 palestyńskich terrorystów z ugrupowania Czarny Wrzesień wtargnęło na przyjęcie dyplomatyczne w ambasadzie saudyjskiej i wzięło 5 dyplomatów jako zakładników. Następnego dnia trzech z nich zostało zamordowanych, w tym ambasador USA Cleo Noel Jr.
- 3 marca – w Waszyngtonie podpisano CITES – konwencję o międzynarodowym handlu dzikimi zwierzętami i roślinami gatunków zagrożonych wyginięciem.
- 5 marca – 68 spośród 182 osób na pokładzie zginęło w katastrofie hiszpańskiego samolotu DC-9 pod francuskim Nantes.
- 7 marca – została odkryta kometa Kohoutka.
- 8 marca:
  - IRA dokonała w Londynie dwóch zamachów z użyciem samochodów-pułapek; zginęła 1 osoba, a ponad 200 zostało rannych.
  - w zbojkotowanym przez katolików referendum w Irlandii Północnej 98% głosujących opowiedziało się za pozostaniem prowincji w ramach Wielkiej Brytanii.
- 9 marca – Chiny i Hiszpania nawiązały stosunki dyplomatyczne.
- 10 marca:
  - dokonano oblotu samolotu szkolnego Boeing T-43.
  - gubernator Bermudów Richard Sharples i jego asystent zostali zamordowani przez skrajne ugrupowanie Czarne Berety.
- 11 marca – Héctor José Cámpora wygrał wybory prezydenckie w Argentynie.
- 13 marca – uchwalono nową konstytucję Syrii.
- 14 marca – Liam Cosgrave został premierem Irlandii.
- 15 marca – została ustanowiona flaga Arabii Saudyjskiej.
- 16 marca – w Leuenbergu w Szwajcarii większość europejskich Kościołów luterańskich i reformowanych oraz Kościoły ewangelicko-unijne, waldensów i braci czeskich podpisały Konkordię Leuenberską.
- 17 marca – pałac prezydenta Lon Nola w stolicy Kambodży Phnom Penh został zbombardowany przez pilota sił powietrznych; zginęło 20 osób, prezydent ocalał.
- 19 marca – 62 osoby zginęły w Wietnamie Południowym w katastrofie samolotu C-54 miejscowych linii lotniczych.
- 21 marca – maltański parlament przyjął uchwałę o utworzeniu linii lotniczych Air Malta.
- 24 marca – ukazał się album The Dark Side of the Moon angielskiej grupy Pink Floyd.
- 26 marca – prezydent Egiptu Anwar as-Sadat przejął funkcję premiera, zapowiadając nieuchronność „totalnej konfrontacji” z Izraelem.
- 27 marca – odbyła się 45. ceremonia wręczenia Oscarów.
- 28 marca – Walia pokonała Polskę 2:0 w rozegranym w Cardiff meczu eliminacyjnym do mistrzostw świata w RFN.
- 29 marca – wojna wietnamska: ostatnie wojska amerykańskie opuściły Wietnam Południowy.
- 3 kwietnia:
  - została wystrzelona radziecka stacja orbitalna Salut 2.
  - Motorola zaprezentowała na Manhattanie w Nowym Jorku pierwszy przenośny telefon, który był prototypem współczesnego telefonu komórkowego, o nazwie DynaTAC (DYNamic Adaptive Total Area Coverage).
- 4 kwietnia – oficjalne otwarcie kompleksu World Trade Center w Nowym Jorku.
- 6 kwietnia:
  - Fahri Korutürk został prezydentem Turcji.
  - NASA wystrzeliła sondę kosmiczną Pioneer 11.
  - zmieniono nazwę stolicy Czadu z Fort-Lamy na Ndżamena.
- 7 kwietnia – w Luksemburgu odbył się 18. Konkurs Piosenki Eurowizji.
- 10 kwietnia – 108 osób zginęło w Szwajcarii w katastrofie samolotu pasażerskiego Vickers Vanguard 952.
- 11 kwietnia – Moskwa: podczas mistrzostw świata grupy A reprezentacja Polski w hokeju na lodzie poniosła najwyższą porażkę w historii (0:20 z ZSRR).
- 12 kwietnia – należący do NASA samolot pasażerski Convair 990 Galileo zderzył się nad Sunnyvale w Kalifornii z morskim samolotem rozpoznawczym Lockheed P-3 Orion. Łącznie w katastrofie zginęło 17 osób.
- 15 kwietnia – Naim Talû został premierem Turcji.
- 17 kwietnia – założono amerykańskie przedsiębiorstwo transportowe FedEx.
- 18 kwietnia – ukazało się pierwsze wydanie francuskiego lewicowego dziennika „Libération”.
- 25 kwietnia – Amin al-Hafiz został premierem Libanu.
- 3 maja – wieża Sears Tower w Chicago pobiła rekord wysokości, wcześniej należał do wież World Trade Center.
- 8 maja – rebelianci indiańscy, którzy okupowali przez 10 tygodni rezerwat w wiosce Wounded Knee w amerykańskim stanie Dakota Południowa, poddali się.
- 9 maja – premiera filmu Papierowy księżyc w reżyserii Petera Bogdanovicha.
- 10 maja – w Saharze Zachodniej założono Front Polisario.
- 11 maja – 63 osoby zginęły w katastrofie należącego do Aerofłotu samolotu Ił-18 koło Semipałatyńska (obecnie Semej) w Kazachstanie.
- 14 maja – NASA: na orbitę okołoziemską wyniesiono amerykańską stację kosmiczną Skylab.
- 17 maja:
  - początek działalności komisji Senatu USA do zbadania afery Watergate.
  - na festiwalu w Cannes odbyła się premiera skandalizującego filmu w reżyserii Marco Ferreriego pt. Wielkie żarcie.
- 18 maja – 100 osób zginęło w katastrofie samolotu Tu-104 w mieście Czyta na Syberii.
- 22 maja – pracujący w Xerox PARC Robert Metcalfe opublikował notatkę opisującą koncepcję sieci Ethernet.
- 23 maja – Efraim Kacir został prezydentem Izraela.
- 25 maja:
  - na amerykańską stację orbitalną Skylab przybyła pierwsza załoga.
  - ukazał się debiutancki album Mike’a Oldfielda Tubular Bells.
- 1 czerwca:
  - Grecja została ogłoszona republiką.
  - Honduras Brytyjski zmienił nazwę na Belize.
  - na mocy dekretu króla Norwegii Olafa V powstał Park Narodowy Północno-Zachodniego Spitsbergenu.
- 2 czerwca – w Amsterdamie oddano do użytku Muzeum Vincenta van Gogha zawierające największą na świecie kolekcję dzieł tego malarza.
- 3 czerwca – 14 osób zginęło w katastrofie samolotu Tu-144 podczas Paris Air Show.
- 4 czerwca:
  - dokonano oblotu izraelskiego myśliwca IAI Kfir.
  - zakończyła się misja radzieckiego, sterowanego z Ziemi pojazdu księżycowego Łunochod 2.
- 7 czerwca – Willy Brandt jako pierwszy niemiecki kanclerz przybył do Izraela.
- 12 czerwca – Helmut Kohl został przewodniczącym CDU.
- 20 czerwca – były argentyński prezydent Juan Perón wrócił do kraju po 18 latach wygnania. Na lotnisku w Buenos Aires doszło do zamieszek, w których zginęło kilkanaście osób.
- 22 czerwca – zakończyła się pierwsza załogowa misja na amerykańskiej stacji orbitalnej Skylab.
- 21 czerwca:
  - wszedł w życie układ między NRD a RFN.
  - Takieddine as-Sulh został premierem Libanu.
- 25 czerwca – Erskine Hamilton Childers został prezydentem Irlandii.
- 26 czerwca – 9 osób zginęło w wyniku eksplozji rakiety Kosmos 11K65M na radzieckim kosmodromie w Plesiecku.
- 27 czerwca:
  - prezydent Urugwaju Juan María Bordaberry w porozumieniu z generałami rozwiązał parlament, zawiesił działalność partii politycznych oraz wprowadził cenzurę.
  - premiera filmu sensacyjnego Żyj i pozwól umrzeć, w którym brytyjski aktor Roger Moore (wcześniej znany m.in. z serialu telewizyjnego Święty) po raz pierwszy wcielił się w rolę agenta Jamesa Bonda.
  - w Mediolanie, Włoch Marcello Fiasconaro ustanowił rekord świata w biegu na 800 m (1.43,7 s.)
  - w Helsinkach, Kenijczyk Ben Jipcho ustanowił rekord świata w biegu na 3000 m przeszk. (8.14,0 s.)
- 29 czerwca – pierwsza (nieudana) próba obalenia przez wojsko socjalistycznego prezydenta Chile Salvadora Allende.
- 1 lipca – Dania objęła prezydencję w Radzie Unii Europejskiej.
- 4 lipca – została założona Karaibska Wspólnota i Wspólny Rynek (CARICOM).
- 5 lipca – w drodze wojskowego zamachu stanu władzę w Rwandzie przejął Juvénal Habyarimana.
- 7 lipca – zakończenie I tury helsińskich obrad KBWE.
- 10 lipca – Bahamy uzyskały niepodległość (od Wielkiej Brytanii).
- 11 lipca – 123 osoby zginęły, 11 zostało rannych w katastrofie brazylijskiego Boeinga 707 pod Paryżem.
- 13 lipca – zespół Queen wydał w Wielkiej Brytanii swój pierwszy album studyjny Queen.
- 17 lipca – w Afganistanie obalono ostatniego króla Mohammada Zaher Szaha.
- 18 lipca – 43 osoby zginęły, a 6 zostało rannych w katastrofie autokaru z belgijskimi pielgrzymami na drodze krajowej N85 w Laffrey pod Grenoble we Francji.
- 20 lipca:
  - japoński Boeing 747 ze 145 osobami na pokładzie został po starcie z Amsterdamu uprowadzony przez trzech terrorystów palestyńskich i jednego członka Japońskiej Armii Czerwonej do libijskiego Benghazi.
  - w Dreźnie Niemka Renate Stecher ustanowiła rekord świata w biegu na 100 m wynikiem 10,8 s. (ostatni rekord świata na tym dystansie mierzony ręcznie).
- 21 lipca – w Dreźnie Niemka Renate Stecher ustanowiła rekord świata w biegu na 200 m wynikiem 22,1 s. (ostatni rekord świata na tym dystansie mierzony ręcznie).
- 22 lipca:
  - 78 osób zginęło, a 1 została ranna w katastrofie lotu Pan Am 816 u wybrzeży Tahiti.
  - w Dreźnie Niemka Annelie Ehrhardt ustanowiła rekord świata w biegu na 100 m ppł. wynikiem 12,3 s. (ostatni rekord świata na tym dystansie mierzony ręcznie).
- 25 lipca – wystrzelono radziecką sondę Mars 5.
- 26 lipca – premiera kultowego filmu akcji produkcji hongkońsko-amerykańskiej pt. Wejście smoka z Bruce’em Lee w roli głównej.
- 31 lipca – w katastrofie samolotu DC-9 na lotnisku Logan w Bostonie zginęło 89 osób.
- 5 sierpnia – dwóch palestyńskich terrorystów z ugrupowania „Czarny Wrzesień” ostrzelało pasażerów na lotnisku w Atenach, zabijając trzy i raniąc 55 osób.
- 6 sierpnia – amerykański bombowiec B-52 omyłkowo zbombardował kambodżańskie miasto Neak Luong. Zginęło 137 osób, a 268 zostało rannych.
- 8 sierpnia – w Viareggio, Włoszka Paola Pigni-Cacchi ustanowiła rekord świata w biegu na 1 milę wynikiem 4.29,5 s.
- 9 sierpnia – została wystrzelona radziecka sonda Mars-7.
- 13 sierpnia – w katastrofie samolotu Sud Aviation Caravelle pod La Coruną w Hiszpanii zginęło 85 osób.
- 18 sierpnia – w katastrofie samolotu An-24 w Baku zginęło 56 osób.
- 22 sierpnia – zamach stanu w Chile: koalicja Chrześcijańskich Demokratów i Partii Narodowej w parlamencie wydała Deklarację upadku demokracji w Chile skierowaną do sił zbrojnych, prosząc o interwencję mającą na celu „jak najszybsze zakończenie licznych naruszeń konstytucji” i zmuszenie rządu Salvadora Allende do przestrzegania prawa.
- 23 sierpnia – w Sztokholmie doszło do napadu na placówkę Kreditbanken, podczas którego napastnicy przetrzymywali przez 6 dni zakładników. Na podstawie swych obserwacji współpracujący wtedy z policją kryminolog i psycholog Nils Bejerot utworzył termin syndrom sztokholmski na określenie psychicznego uzależnienia zakładników od porywaczy.
- 24 sierpnia – w Atenach, Bułgarka Swietła Zlatewa ustanowiła rekord świata w biegu na 800 m wynikiem 1.57,48 s.
- 28 sierpnia – w trzęsieniu ziemi w meksykańskich stanach Puebla, Veracruz i Oaxaca zginęło około 1200 osób.
- 11 września – w Chile doszło do przewrotu wojskowego. Generał Augusto Pinochet Ugarte obalił Salvadora Allende Gossensa, legalnie wybranego prezydenta.
- 14 września – powstał pierwszy na Łotwie Park Narodowy Gauja.
- 15 września – Karol XVI Gustaw został królem Szwecji.
- 18 września – Bahamy, NRD i RFN zostały członkami ONZ.
- 23 września – po powrocie z wygnania Juan Perón został ponownie wybrany na prezydenta Argentyny.
- 24 września – Gwinea Bissau proklamowała niepodległość od Portugalii, tego samego dnia została oficjalnie zaakceptowana flaga nowego państwa.
- 27 września – rozpoczęła się załogowa misja kosmiczna Sojuz 12.
- 28 września – arabscy terroryści z grupy As-Sa’ika opanowali w Bratysławie pociąg z 39 radzieckimi Żydami, jadącymi z Moskwy do Wiednia. Z pięcioma zakładnikami udali się na lotnisko w Wiedniu, skąd, po spełnieniu ich żądań, odlecieli do Libii.
- 30 września – w katastrofie samolotu Tu-104B pod Swierdłowskiem zginęło 108 osób.
- 1 października – zamknięto ostatni odcinek kolei wąskotorowej w Zagłębiu Ostrawsko-Karwińskim.
- 3 października – przewodniczącym Rady Państwa NRD został dotychczasowy premier Willi Stoph.
- 5 października – w Monachium podpisano Konwencję o udzielaniu patentów europejskich.
- 6 października – wybuch wojny Jom Kipur między Izraelem a koalicją Egiptu i Syrii.
- 9 października – Elvis Presley po 6,5 roku małżeństwa rozwiódł się z Priscillą.
- 10 października – oskarżony o korupcję wiceprezydent USA Spiro Agnew zrezygnował ze stanowiska.
- 12 października – powróciwszy z trwającego od 1955 r. wygnania, Juan Perón po raz trzeci objął urząd prezydenta Argentyny.
- 13 października – w katastrofie samolotu Tu-104B pod Moskwą zginęło 119 osób.
- 17 października:
  - podczas agresji Egiptu i Syrii na Izrael, znanej jako „wojna Jom Kipur”, państwa członkowskie OAPEC wprowadziły embargo na eksport ropy naftowej na Zachód, co wywołało pierwszy kryzys naftowy.
  - w meczu eliminacyjnym do mistrzostw świata polska drużyna piłkarska remisując z Anglią 1:1 na Wembley przeszła do dalszej części rozgrywek.
- 20 października – w Sydney uroczyście otwarto gmach opery; utrzymany w stylu nowoczesnego ekspresjonizmu budynek projektu duńskiego architekta Jørna Utzona wpisano w 2003 roku na listę światowego dziedzictwa UNESCO.
- 24 października – stacja CBS rozpoczęła nadawanie serialu kryminalnego Kojak.
- 25 października – doszło do zawieszenia broni w wojnie Jom Kipur, co dało początek rozmowom pokojowym pomiędzy Egiptem a Izraelem.
- 26 października:
  - zakończyła się wojna Jom Kipur.
  - dokonano oblotu francusko-niemieckiego samolotu szturmowego Dassault/Dornier Alpha Jet.
- 30 października – w Stambule otwarto Most Bosforski.
- 31 października – Związek Radziecki wysłał w kosmos satelitę Bion 1, pierwszego biosatelitę serii Bion.
- 3 listopada – NASA: w kierunku Merkurego i Wenus wystrzelono sondę Mariner 10.
- 4 listopada – Holandia: z powodu kryzysu naftowego wprowadzono obowiązkowe „niedziele bez samochodów'”.
- 11 listopada – wojna Jom Kipur: na 101. km drogi Kair-Suez, izraelscy i egipscy dowódcy wojskowi podpisali oficjalne porozumienie rozejmowe.
- 14 listopada – otwarto Most Kanmon łączący japońskie wyspy Honsiu i Kiusiu.
- 16 listopada – na amerykańską stację orbitalną Skylab przybyła trzecia i ostatnia misja załogowa.
- 17 listopada – Ateny: wojsko dokonało masakry nie stawiających oporu studentów politechniki, protestujących przeciwko rządom junty.
- 25 listopada:
  - grupa oficerów dokonała bezkrwawego zamachu stanu w Grecji, obalając prezydenta Jeorjosa Papadopulosa; początek końca rządów czarnych pułkowników.
  - więzienna egzekucja „dusiciela z Bostonu”.
- 3 grudnia – sonda kosmiczna Pioneer 10 przeleciała w odległości 130 tys. km od Jowisza, przekazując na Ziemię 300 zdjęć planety i szczegółowe dane na temat jego magnetosfery.
- 5 grudnia:
  - założono Uniwersytet w Oldenburgu (Dolna Saksonia).
  - premiera filmu Serpico.
- 6 grudnia – Gerald Ford został zaprzysiężony na stanowisko wiceprezydenta USA po rezygnacji Spiro T. Agnewa.
- 11 grudnia – RFN i Czechosłowacja podpisały układ o wzajemnych stosunkach.
- 13 grudnia – 47 osób zginęło, a 17 zostało rannych w wyniku wybuchu gazu w hotelu robotniczym w czeskim Tachovie.
- 14 grudnia – 4 osoby zginęły, a 20 zostało rannych w zamachu bombowym na konsulat algierski w Marsylii.
- 15 grudnia – wystartował kanał włoskiej telewizji publicznej Rai Tre.
- 16 grudnia:
  - w katastrofie należącego do Aerofłotu samolotu Tu-124 pod Wilnem zginęło 51 osób.
  - premiera filmu Papillon.
- 17 grudnia – 32 osoby zginęły w ataku 5 terrorystów palestyńskich na terminal lotniska Fiumicino w Rzymie i samolot amerykańskich linii Pan Am. Terroryści uprowadzili następnie samolot niemieckiej Lufthansy i odlecieli do Kuwejtu, gdzie poddali się władzom.
- 18 grudnia – wystrzelono załogowy statek kosmiczny Sojuz 13.
- 20 grudnia – premier Hiszpanii Luis Carrero Blanco zginął w zamachu bombowym ETA w Madrycie.
- 21 grudnia – rozpoczęła się bliskowschodnia konferencja pokojowa w Genewie.
- 22 grudnia – w katastrofie belgijskiego samolotu Sud Aviation Caravelle w pobliżu marokańskiego miasta Tetuan zginęło 106 osób.
- 25 grudnia – premiera filmu Żądło.
- 26 grudnia:
  - kometa Kohoutka przeszła przez peryhelium.
  - Long Boret został premierem Kambodży.
  - premiera filmu Egzorcysta.
- 28 grudnia – w Paryżu wydano powieść Archipelag GUŁag Aleksandra Sołżenicyna[potrzebny przypis].
- 31 grudnia:
  - w Izraelu odbyły się wybory parlamentarne.
  - w Sydney odbył się pierwszy koncert australijskiej grupy rock and rollowej AC/DC.
- Wejście do służby radzieckiej Fregaty projektu 1135 „Swirepyj”.

## Urodzili się
- 3 stycznia – Dariusz Skrobol, polski samorządowiec, burmistrz Pszczyny
- 4 stycznia – Agnieszka Golińska, polska piłkarka ręczna
- 5 stycznia – Valdemir Vicente Andrade Santos, brazylijski duchowny katolicki, biskup pomocniczy Fortalezy
- 6 stycznia:
  - Maciej Badora, polski polityk, prawnik, poseł na Sejm RP
  - Tomasz Oświeciński, polski aktor niezawodowy
- 9 stycznia:
  - Kostadin Angełow, bułgarski piłkarz, trener piłkarski
  - Angela Bettis, amerykańska aktorka
  - Sean Paul, wykonawca muzyki dancehall pochodzący z Jamajki
- 11 stycznia:
  - Joanna Brodzik, polska aktorka
  - Ange Rajaonah, madagaskarska lekkoatletka, tyczkarka
- 13 stycznia – Jacek Żalek, polski polityk
- 14 stycznia:
  - Eva Bes, hiszpańska tenisistka
  - Ana Catarina Mendes, portugalska prawnik, polityk
  - Bartosz Liżewski, polski prawnik
- 15 stycznia:
  - Songül Kılıç, turecka lekkoatletka, tyczkarka
  - Sophie Zubiolo, belgijska lekkoatletka, tyczkarka
- 17 stycznia – Cuauhtémoc Blanco, meksykański piłkarz
- 19 stycznia – Karen Lancaume, francuska aktorka pornograficzna (zm. 2005)
- 20 stycznia:
  - Artur Paprota, polski samorządowiec, wicemarszałek województwa dolnośląskiego
  - Aneta Skarba, polska lekkoatletka, sprinterka
  - Eryk Smulewicz, polski polityk, przedsiębiorca, senator RP
- 21 stycznia – Agnieszka Liszka-Dobrowolska, polska socjolog, dziennikarka, rzecznik prasowy Rady Ministrów
- 24 stycznia – Roman Przylipiak, polski reżyser i scenarzysta filmowy, grafik, fotograf
- 25 stycznia – Stian Kvarstad, norweski skoczek narciarski
- 27 stycznia – Yoshihide Muroya, japoński pilot
- 28 stycznia:
  - Adam Matusiewicz, polski samorządowiec, marszałek województwa śląskiego
  - Natalja Morozowa, rosyjska siatkarka
- 30 stycznia:
  - Sharone Wright, amerykański koszykarz
  - Jalen Rose, amerykański koszykarz, analityk, komentator sportowy
- 1 lutego:
  - Andre Riddick, amerykański koszykarz
  - Tomasz Dudziński, polski polityk
  - Jelena Makarowa, rosyjska tenisistka
  - Brygida Sakowska-Kamińska, polska akrobatka
- 2 lutego:
  - Anna Jakubczak, polska lekkoatletka, biegaczka średniodystansowa
  - Ewa Salbert, polska piłkarka ręczna
- 4 lutego – Agata Passent, polska dziennikarka, felietonistka
- 5 lutego
  - Piotr Krzystek, polski prawnik, samorządowiec, prezydent Szczecina
  - Leszek Pietraszek, polski menedżer i funkcjonariusz służb specjalnych, wicemarszałek województwa śląskiego
- 6 lutego – Agnieszka Pachciarz, polska prawnik, podsekretarz stanu w Ministerstwie Zdrowia, prezes Narodowego Funduszu Zdrowia
- 7 lutego – Gerd Siegmund, niemiecki skoczek narciarski
- 11 lutego – Varg Vikernes, norweski muzyk black metalowy
- 12 lutego:
  - Thomas Dufour, francuski curler
  - Tara Strong, kanadyjska aktorka dubbingowa, piosenkarka
- 14 lutego:
  - Izabella Bukowska, polska aktorka
  - Aliki Lamari, grecka lekkoatletka, tyczkarka
  - Ana Lilia Rivera, meksykańska polityk
- 15 lutego – Amy Van Dyken, amerykańska pływaczka
- 16 lutego
  - Krzysztof Frankenstein, polski samorządowiec, burmistrz Sławna
  - Luís Montenegro, portugalski prawnik, polityk, premier Portugalii
- 18 lutego – Claude Makélélé, francuski piłkarz
- 21 lutego:
  - László Botka, węgierski polityk, burmistrz Segedyna
  - Heri Joensen, farerski muzyk
- 22 lutego:
  - Édouard Ngirente, rwandyjski ekonomista i polityk, premier Rwandy
  - Joanna Węglarz, polska szachistka
- 23 lutego:
  - Tatjana Graczowa, rosyjska siatkarka
  - Iwona Hossa, polska śpiewaczka operowa (sopran)
  - Monika Krzywkowska, polska aktorka
  - Jeff Nordgaard, amerykański koszykarz, posiadający także polskie obywatelstwo
- 25 lutego – Marcin Grygowicz, polski koszykarz, trener
- 26 lutego – Dariusz Starzycki, polski polityk, samorządowiec, poseł na Sejm RP, wicemarszałek województwa śląskiego
- 1 marca:
  - Jack Davenport, brytyjski aktor filmowy
  - Tomasz Makowski, polski polityk, samorządowiec, poseł na Sejm RP
  - Ryan Peake, gitarzysta grupy Nickelback
- 2 marca – Dejan Bodiroga, serbski koszykarz
- 3 marca – Xavier Bettel, premier Luksemburga
- 4 marca:
  - Katja Repo, fińska kolarka górska
  - Marcela Riquelme, chilijska prawniczka i polityczka
  - Len Wiseman, amerykański reżyser i scenarzysta filmowy
  - Andrzej Zawistowski, polski historyk
- 5 marca:
  - Janis Anastasiu, grecki piłkarz, trener
  - Robert Bonin, polski żużlowiec
  - Juan Esnáider, argentyński piłkarz, trener pochodzenia niemiecko-hiszpańskiego
  - Ilszat Fajzulin, rosyjski piłkarz, trener
  - Paulo Fonseca, portugalski piłkarz, trener
  - Njamdondowyn Ganbold, mongolski łyżwiarz szybki, olimpijczyk
  - Mika Laitinen, fiński skoczek narciarski
  - Lee Joo-hyung, południowokoreański gimnastyk
  - Dumisa Ngobe, południowoafrykański piłkarz
  - Nicole Pratt, australijska tenisistka
  - Špela Pretnar, słoweńska narciarka alpejska
  - Karine Salinas, francuska siatkarka
- 6 marca:
  - Amina Abdellatif, francuska judoczka
  - Lee Seo-hwan, południowokoreański aktor i pisarz
- 7 marca:
  - Bartłomiej Świderski, polski aktor
  - Tomasz Kłos, polski piłkarz
- 8 marca – Robert Obaz, polski przedsiębiorca, polityk, poseł na Sejm RP
- 9 marca:
  - Arkadiusz Detmer polski aktor
  - Kellie Suttle, amerykańska lekkoatletka, tyczkarka
- 10 marca:
  - Nick Holten, holenderski rugbysta i trener
  - Fernando Medina, hiszpański polityk, burmistrz Lizbony
- 12 marca – Agnieszka Bolesta, polska chemiczka, polityk, wiceminister środowiska
- 13 marca:
  - Piotr Adamczyk, polski samorządowiec, przedsiębiorca i pedagog, wicemarszałek województwa łódzkiego
  - David Draiman, wokalista zespołu Disturbed
  - Bobby Jackson, amerykański koszykarz, trener
  - Piotr Prokopiak, polski poeta
  - Joëlle Schad, dominikańska tenisistka
- 17 marca
  - Zbigniew Girzyński, polski polityk
  - Amelia Heinle, amerykańska aktorka
- 18 marca – Dawid Jackiewicz, polski polityk
- 19 marca:
  - Bun B, amerykański raper
  - Meritxell Batet, hiszpańska polityk, przewodnicząca Kongresu Deputowanych
  - Magnus Hedman, szwedzki piłkarz
  - Edyta Koryzna, polska koszykarka
  - Siergiej Makarow, rosyjski lekkoatleta, oszczepnik
- 20 marca – Jane March, brytyjska aktorka, modelka
- 21 marca:
  - Vanessa Branch, brytyjska modelka, aktorka
  - Kamel Kherkhache, algierski piłkarz
  - Christian Nerlinger, niemiecki piłkarz
  - Heorhij Sałdadze, ukraiński zapaśnik
  - Wojciech Węgrzyniak, polski prezbiter, rekolekcjonista
- 22 marca – Alex Padilla, amerykański polityk, senator
- 23 marca:
  - Jerzy Dudek, piłkarz, jedyny polski zawodnik, który wygrał rozgrywki Ligi Mistrzów (w barwach Liverpoolu)
  - Grzegorz Kaliciak, pułkownik Sił Zbrojnych Rzeczypospolitej Polskiej
  - Marcin Miotk, polski alpinista
- 24 marca – Jacek Bąk, polski piłkarz
- 25 marca:
  - Michaela Dorfmeister, austriacka narciarka alpejska
  - Anders Fridén, szwedzki wokalista, członek zespołów: In Flames i Passenger
  - Radosław Rybak, polski siatkarz
  - Marcin Wrona, polski scenarzysta, producent, reżyser filmowy (zm. 2015)
- 26 marca – Adrian Czubak, polski polityk, wojewoda opolski
- 27 marca:
  - Agnieszka Dygant, polska aktorka
  - Rui Jorge, portugalski piłkarz, trener
  - Harald Mahrer, austriacki przedsiębiorca, polityk
  - Pablo Pozo, chilijski sędzia piłkarski
  - Zbigniew Rybak, polski rugbysta (zm. 2022)
- 28 marca – Jan Klata, polski dramaturg, reżyser teatralny
- 31 marca – Tomasz Poręba, polski polityk, europoseł
- 1 kwietnia:
  - Maciej Mroczek, polski ekonomista, polityk, poseł na Sejm RP
  - Anna Carin Zidek, szwedzka biegaczka narciarska, biathlonistka
- 2 kwietnia – Monica Iagăr, rumuńska lekkoatletka, skoczkini wzwyż
- 3 kwietnia:
  - Damian Bartyla, polski działacz piłkarski i samorządowy, prezydent Bytomia
  - Chie Miyoshi, japońska lekkoatletka, tyczkarka
- 4 kwietnia
  - Monika Borejza, polska lekkoatletka, sprinterka
  - Ałła Krawczuk, ukraińska polonistka
- 5 kwietnia:
  - Élodie Bouchez, francuska aktorka
  - Katarzyna Lewandowska, polska szachistka
- 6 kwietnia – Maurizia Cacciatori, włoska siatkarka
- 7 kwietnia – Magdalena Banaś, polska polityk, prawnik, posłanka na Sejm IV kadencji
- 8 kwietnia:
  - Marek Balt, polski polityk, poseł do Parlamentu Europejskiego
  - Cezary Kosiński, polski aktor
  - Marzena Kot, polska piłkarka ręczna
  - Alexandra Leitão, portugalska polityk
  - Sebastian Skuza, polski ekonomista, polityk, podsekretarz stanu w Ministerstwie Nauki i Szkolnictwa Wyższego
- 10 kwietnia:
  - Magdalena Adamowicz, polska prawniczka i polityk, posłanka do Parlamentu Europejskiego
  - Małgorzata Derezińska, polska lekkoatletka, sprinterka
- 13 kwietnia – Aleksandra Nieśpielak, polska aktorka
- 14 kwietnia
  - Adrien Brody, amerykański aktor, najmłodszy laureat Oscara (za rolę Władysława Szpilmana w filmie Romana Polańskiego Pianista)
  - Agata Konarska, polska dziennikarka i prezenterka telewizyjna
- 15 kwietnia – Krzysztof Szczerski, polski polityk, poseł na Sejm RP
- 16 kwietnia – Zuzana Hlavoňová, czeska lekkoatletka, skoczkini wzwyż
- 19 kwietnia – Cippora Obziler, izraelska tenisistka
- 20 kwietnia:
  - Honorata Motylewska, polska wioślarka
  - Julie Powell, amerykańska pisarka (zm. 2022)
  - Gabry Ponte, włoski muzyk, członek zespołu Eiffel 65
- 21 kwietnia
  - Ágnes Farkas, węgierska piłkarka ręczna
  - Norbert Raba, polski polityk
- 22 kwietnia – Jarosław Makowski, polski historyk filozofii, dziennikarz, publicysta
- 25 kwietnia:
  - Agnieszka Budzińska-Bennett, polska śpiewaczka, pianistka i muzykolog
  - Carlota Castrejana, hiszpańska lekkoatletka, trójskoczkini
  - Barbara Rittner, niemiecka tenisistka
- 26 kwietnia – Sławomir Nitras, polski polityk
- 27 kwietnia – Joaquim Ferreira, portugalski rugbysta
- 28 kwietnia:
  - Pedro Pauleta, portugalski piłkarz
  - Andrzej Szejna, polski prawnik, polityk, europoseł
- 29 kwietnia:
  - David Belle, francuski traceur, pomysłodawca i twórca Parkour
  - Jorge Garcia, amerykański aktor
  - Helena Krasowska, polska językoznawczyni
  - Iwona Pyżalska, polska kajakarka
- 30 kwietnia – Akon, amerykański raper i piosenkarz R&B
- 5 maja – Brooke Ashley, amerykańska aktorka pornograficzna
- 6 maja:
  - Andreas Norlén, szwedzki prawnik, polityk, przewodniczący Riksdagu
  - Zsuzsanna Olgyay-Szabó, węgierska lekkoatletka, tyczkarka
  - Dejan Tomašević, serbski koszykarz
- 8 maja - Alena Szamal, białoruska lekarka, polityk
- 9 maja:
  - Rafał Gronicz, polski samorządowiec, burmistrz Zgorzelca
  - Dragan Tarlać, jugosłowiański koszykarz
- 10 maja:
  - Katarzyna Zakrzewska, polska lekkoatletka, sprinterka
  - Jerome Williams, amerykański koszykarz
- 11 maja:
  - Katarzyna Klich, polska piosenkarka
  - Igor Matovič, słowacki polityk, premier Słowacji
- 12 maja:
  - Kendra Kassebaum, amerykańska aktorka teatralna
  - Marzena Zając, polska aktorka
- 13 maja – Agata Fisz, polska samorządowiec, prezydent Chełma
- 15 maja:
  - Laura Codruța Kövesi, rumuńska prawniczka, polityk
  - Andrij Teteruk, ukraiński wojskowy, polityk
- 16 maja
  - Michał Figurski, polski dziennikarz radiowy
  - Agnieszka Filipiak-Florkiewicz, polska inżynier, profesor nauk rolniczych
  - Alessandra Pescosta, włoska snowboardzistka
- 17 maja:
  - Sasha Alexander, amerykańska aktorka
  - Petr Gabriel, czeski piłkarz
  - Joshua Homme, amerykański gitarzysta, członek zespołu Queens of the Stone Age
  - Matthew McGrory, amerykański aktor (zm. 2005)
  - Martha Sánchez, kubańska siatkarka
- 18 maja:
  - Mariusz Grad, polski polityk
  - Donyell Marshall, amerykański koszykarz
- 22 maja:
  - Sergiusz Pinkwart, polski pisarz, dziennikarz
  - Rafał Rutkowski, polski aktor
- 23 maja – Angelina Jensen, duńska curlerka
- 24 maja – Rusłana Łyżyczko, ukraińska piosenkarka
- 25 maja – Molly Sims, amerykańska aktorka, modelka
- 27 maja:
  - Jacek Kochanowski, polski socjolog i filozof
  - Tana Umaga, nowozelandzki rugbysta i trener
- 28 maja – Ołeksandr Łochmanczuk, ukraiński koszykarz, trener, posiadający także austriackie obywatelstwo
- 31 maja – Dominique Monami, belgijska tenisistka
- 1 czerwca – Heidi Klum, niemiecka modelka
- 4 czerwca – Tomasz Szczegielniak, polski prawnik, podsekretarz stanu w Kancelarii Prezesa Rady Ministrów
- 7 czerwca:
  - Hatem Ghoula, tunezyjski lekkoatleta, chodziarz
  - David Humphrey, amerykański aktor, komik
  - Megumi Itabashi, japońska siatkarka
  - Iwona Mirosław-Dolecka, polska aktorka, lalkarka
- 8 czerwca – Ludomir Handzel, polski menedżer, samorządowiec, prezydent Nowego Sącza
- 10 czerwca – Sebastián Ramis Torrens, hiszpański duchowny katolicki, biskup, prałat terytorialny Huamachuco
- 12 czerwca – Alyson Annan, australijska hokeistka na trawie
- 13 czerwca:
  - Alejandra García, argentyńska lekkoatletka, tyczkarka
  - Kasia Kowalska, polska wokalistka
  - Monika Marzec, polska piłkarka ręczna
- 15 czerwca:
  - Neil Patrick Harris, amerykański aktor
  - Anna Jadowska, polska reżyserka, scenarzystka i scenografka filmowa
  - Beata Skura, polska piłkarka ręczna
- 16 czerwca – Jaromir Trafankowski, polski śpiewak operowy
- 17 czerwca – Małgorzata Kosik, polska tancerka, modelka, piosenkarka, aktorka
- 18 czerwca – Alexandra Meissnitzer, austriacka narciarka alpejska
- 19 czerwca – Nâdiya, francuska piosenkarka pop i R&B
- 20 czerwca – Anna Matecka, polska aktorka
- 21 czerwca:
  - Zuzana Čaputová, słowacka prawnik, polityk, prezydent Słowacji
  - Marta Kołodziejczyk, polska judoczka
  - Juliette Lewis, amerykańska aktorka filmowa, wokalistka zespołu Juliette Lewis and The Licks
- 22 czerwca – Marcin Dorociński, polski aktor
- 23 czerwca:
  - Henning Kraggerud, norweski skrzypek i kompozytor
  - Aminiasi Naituyaga, fidżyjski rugbysta (zm. 2002)
- 24 czerwca
  - Alessandra Moretti, włoska prawnik, działaczka samorządowa, polityk, eurodeputowana
  - Agnieszka Olechnicka, polska ekonomistka, wykładowca akademicki
- 29 czerwca - Renata Rak, polska nauczycielka, samorządowiec, posłanka na Sejm RP
- 30 czerwca:
  - Jon Gunn, amerykański reżyser filmowy
  - Marcin Perchuć, polski aktor
- 1 lipca – Béryl Laramé, seszelska lekkoatletka, skoczkini w dal
- 4 lipca - Ana Maria Orozco, kolumbijska aktorka
- 5 lipca:
  - Marcus Allbäck, szwedzki piłkarz
  - Róisín Murphy, irlandzka wokalistka zespołu Moloko
  - Allison Pottinger, amerykańska curlerka
- 6 lipca – Łukasz Nowicki, polski aktor, prezenter telewizyjny
- 8 lipca:
  - Iwona Daniluk, polska biathlonistka
  - Agnieszka Sitek, polska aktorka
  - Mirosława Stachowiak-Różecka, polska działaczka samorządowa, posłanka na Sejm RP
- 9 lipca - Bogna Janke, polska dziennikarka, urzędnik państwowy i dyplomata
- 10 lipca:
  - Jeff Massey, amerykański koszykarz
  - Agnieszka Obremska-Malinowska, polska siatkarka
- 12 lipca – Inoke Afeaki, tongański rugbysta i trener
- 13 lipca:
  - Maciej Faltyński, polski piłkarz
  - Kátia Lopes, brazylijska siatkarka
  - Roberto Martínez, hiszpański piłkarz, trener
  - Dmytro Mychajłenko, ukraiński piłkarz, trener
  - Danny Williams, brytyjski bokser
- 15 lipca – Brian Austin Green, amerykański reżyser, aktor i producent
- 16 lipca – Maria Carla Bresciani, włoska lekkoatletka, tyczkarka
- 17 lipca – Anna Januszyk, polska tenisistka stołowa
- 20 lipca
  - Anna Bańkowska, polska nauczycielka, samorządowiec, wicemarszałek województwa zachodniopomorskiego
  - Michał Kurtyka, polski ekonomista, polityk, sekretarz stanu w Ministerstwie Środowiska
- 21 lipca:
  - Sun Caiyun, chińska lekkoatletka, tyczkarka
  - Mandy Wötzel, niemiecka łyżwiarka figurowa
- 23 lipca – Darvin Ham, amerykański koszykarz, trener, analityk
- 24 lipca
  - Daniel Günther, niemiecki samorządowiec, polityk, premier Szlezwika-Holsztynu
  - Amanda Stretton, brytyjska zawodniczka startująca w wyścigach samochodowych
- 26 lipca:
  - Kate Beckinsale, brytyjska aktorka filmowa
  - Anita Sowińska, polska działaczka, polityk, posłanka na Sejm RP
- 27 lipca – Jacek Tomczak, polski polityk
- 29 lipca – Eliza Białkowska, polska gimnastyczka
- 30 lipca:
  - Marlenis Costa, kubańska siatkarka
  - Ümit Davala, turecki piłkarz, trener
  - Andrea Gaudenzi, włoski tenisista
  - Tasos Katsambis, grecki piłkarz
  - Wałerij Krywencow, ukraiński piłkarz, trener
  - Markus Näslund, szwedzki hokeista
  - Shinji Orito, japoński kompozytor
  - Catherine Stihler, brytyjska polityk
- 31 lipca – Alicia Esteve Head, hiszpańska oszustka
- 1 sierpnia:
  - Mate Baturina, chorwacki piłkarz
  - Gregg Berhalter, amerykański piłkarz
  - Bartosz Józwiak, polski archeolog, polityk, poseł na Sejm RP
  - Magdalena Lewy Boulet, amerykańska lekkoatletka, biegaczka długodystansowa
  - Eduardo Noriega, hiszpański aktor
  - Edurne Pasaban, baskijska himalaistka
  - Irina Poleszczuk, białoruska siatkarka
- 2 sierpnia:
  - Karina Habšudová, słowacka tenisistka
  - Jiří Zídek, czeski koszykarz
- 3 sierpnia:
  - Jay Cutler, amerykański kulturysta
  - Michael Ealy, amerykański aktor
  - Ana Ivis Fernández Valle, kubańska siatkarka
  - Stephen Graham, brytyjski aktor
  - Chris Murphy, amerykański polityk, senator
- 4 sierpnia – Jolanta Turczynowicz-Kieryłło, polska prawnik, samorządowiec, szachistka
- 5 sierpnia – Rafał Rajkowski, polski samorządowiec, wicemarszałek województwa mazowieckiego
- 6 sierpnia:
  - Asia Carrera, amerykańska aktorka pornograficzna
  - Vera Farmiga, amerykańska aktorka
- 7 sierpnia - Artur Łakomiec, polski samorządowiec, prezydent Ostrowca Świętokrzyskiego
- 8 sierpnia:
  - Garth Joseph, dominicki koszykarz, posiadający także amerykańskie obywatestwo
  - Laurent Sciarra, francuski koszykarz, trener
- 9 sierpnia – Filippo Inzaghi, włoski piłkarz
- 10 sierpnia:
  - Raman Hałouczenka, białoruski polityk, premier Białorusi
  - Lisa Raymond, amerykańska tenisistka
- 11 sierpnia:
  - Jacek Grzybowski, polski duchowny katolicki, biskup pomocniczy warszawsko-praski
  - Luis Alberto Lacalle Pou, urugwajski polityk, prezydent Urugwaju
  - Carolyn Murphy, amerykańska modelka
  - Janine Whitlock, brytyjska lekkoatletka, tyczkarka
- 12 sierpnia – Krystyna Wasiuk, polska piłkarka ręczna
- 15 sierpnia:
  - Tomasz Górski, polski polityk, przedsiębiorca, poseł na Sejm RP
  - Natalla Sazanowicz, białoruska lekkoatletka, wieloboistka
- 16 sierpnia – Nathalie Thill, luksemburska lekkoatletka i piłkarka
- 17 sierpnia – Tiombe Hurd, amerykańska lekkoatletka, trójskoczkini
- 22 sierpnia:
  - Grégory Doucet, francuski polityk, mer Lyonu
  - Eurelijus Žukauskas, litewski koszykarz
- 24 sierpnia
  - Bartłomiej Bodio, polski przedsiębiorca, poseł na Sejm RP
  - Inge de Bruijn, holenderska pływaczka
  - Dave Chappelle, amerykański aktor, komik, satyryk
  - Grey DeLisle, amerykańska piosenkarka, aktorka
  - Carmine Giovinazzo, amerykański aktor
  - Slobodan Grujić, serbski tenisista stołowy
  - Yéli Monique Kam, burkińska polityczka
  - Fabio Pecchia, włoski piłkarz, trener
  - Pantelejmon (Poworozniuk), ukraiński biskup prawosławny
- 25 sierpnia – Hayko, ormiański piosenkarz, uczestnik Konkursu Piosenki Eurowizji (zm. 2021)
- 28 sierpnia:
  - Matthew John Armstrong, amerykański aktor
  - Christin Kristoffersen, norweska polityczka
  - Paavo Puurunen, fiński biathlonista
  - J. August Richards, amerykański aktor
  - Goran Savanović, bośniacki koszykarz
  - Armen Szahgeldian, ormiański piłkarz, trener
- 29 sierpnia – Monika Smák, słowacka siatkarka
- 30 sierpnia – Ana Birchall, rumuńska prawnik, polityk
- 31 sierpnia:
  - Helena Elinder, szwedzka szpadzistka
  - Priest Lauderdale, amerykański koszykarz, posiadający także bułgarskie obywatelstwo
- 1 września – Radosław Mołoń, polski samorządowiec, wicemarszałek województwa dolnośląskiego
- 3 września:
  - Joannette Kruger, południowoafrykańska tenisistka
  - Piotr Markiewicz, polski kajakarz, dwukrotny mistrz świata (1995), jedyny z Polaków, który zdobył medal olimpijski (brązowy) w Atlancie (1996)
- 5 września – Michał Korolko, polski prawnik, samorządowiec, wicemarszałek województwa kujawsko-pomorskiego
- 6 września:
  - Anna Kozłowska, polska językoznawczyni, wykładowca akademicki
  - Greg Rusedski, brytyjski tenisista
  - Jurij Szatunow, rosyjski piosenkarz disco (zm. 2022)
- 7 września:
  - Anna Czerwińska-Rydel, polska muzyk, pedagog
  - Ryszard Kunce, polski autor i tłumacz tekstów piosenek, scenarzysta filmowy
  - Iowana Sera Vakeloloma, fidżyjska lekkoatletka, tyczkarka
  - Wioletta Wojtasik, polska lekkoatletka, sprinterka
- 8 września – Shao Jingwen, chińska lekkoatletka, tyczkarka
- 9 września:
  - Krzysztof Grabowski, polski dziennikarz, samorządowiec, wicemarszałek województwa wielkopolskiego
  - Katarzyna Surmacka, polska lekkoatletka, sprinterka
- 12 września – Paul Walker, amerykański aktor (zm. 2013)
- 14 września – Andrew Lincoln, brytyjski aktor
- 17 września:
  - Lubow Bruletowa, rosyjska judoczka
  - Demis Nikolaidis, grecki piłkarz
  - Petter Rudi, norweski piłkarz
  - Alexander Schweitzer, niemiecki polityk, premier Nadrenii-Palatynatu
  - Marek Zając, polski piłkarz
  - Antonina Zetowa, bułgarska siatkarka
- 18 września
  - Ołena Howorowa, ukraińska lekkoatletka, trójskoczkini
  - Ami Ōnuki, japońska wokalistka, członkini zespołu Puffy AmiYumi
- 19 września – Arkadiusz Kasznia, polski polityk, politolog, poseł na Sejm RP
- 21 września
  - Edgars Rinkēvičs, łotewski polityk, prezydent Łotwy
  - Virginia Ruano Pascual, hiszpańska tenisistka
- 23 września – Javier Vilanova Pellisa, hiszpański duchowny katolicki, biskup pomocniczy Barcelony
- 25 września:
  - Jadwiga Kuryluk, polska aktorka
  - Bridgette Wilson, amerykańska aktorka
- 26 września – Olga Wasdeki, grecka lekkoatletka, trójskoczkini
- 30 września – Anna Mateja, polska dziennikarka
- 1 października – Devin Nunes, amerykański polityk, kongresmen ze stanu Kalifornia
- 2 października
  - Anna Monika Król, polska inżynier środowiska, nauczyciel akademicki
  - Lene Nystrøm Rasted, norweska piosenkarka
- 3 października:
  - Neve Campbell, kanadyjska aktorka
  - Angélica Gavaldón, meksykańska tenisistka
  - Lena Headey, brytyjska aktorka
  - Helena Mezenská, słowacka polityk, posłanka do Rady Narodowej
- 4 października – Monika Wielichowska, polska polityk
- 6 października
  - Andreea Ehritt-Vanc, rumuńska tenisistka
  - Anna Gomis, francuska zapaśniczka
  - Tomasz Pietrzykowski, polski prawnik, polityk, wojewoda śląski
- 7 października:

Dida, brazylijski piłkarz
- - Federico Pizzarotti, włoski polityk, burmistrz Parmy
- 8 października - Agnieszka Łopacka, polska aktorka
- 9 października:
  - Fabio Lione, wokalista Rhapsody of Fire
  - Halina Pilch, polska lekkoatletka, sprinterka
- 11 października:
  - Anna Bartczak, polska ekonomistka
  - Niki Ksantu, grecka lekkoatletka, skoczkini w dal
- 12 października – Agata Smoktunowicz, polska matematyk, wykładowczyni akademicka
- 13 października – Maciej Friedek, polski policjant
- 16 października:
  - Joanna Pietrusiak, polska koszykarka
  - Małgorzata Jamróz, polska lekkoatletka, biegaczka
  - Joanna Niełacna, polska lekkoatletka, sprinterka
- 18 października - Andżelika Borys, polska nauczycielka na Białorusi
- 20 października – Nassima Ben Hamouda, algierska siatkarka
- 23 października
  - Tina Cheri, amerykańska aktorka pornograficzna
  - Russell Dlamini, eswatyński polityk, premier Eswatini
- 24 października – Jérôme Garcès, francuski sędzia rugby
- 25 października – Cai Weiyan, chińska lekkoatletka, tyczkarka
- 26 października – Seth MacFarlane, amerykański animator, scenarzysta, producent telewizyjny, reżyser i aktor dubbingowy.
- 27 października
  - Agata Gałuszka-Górska, polska prawnik, prokurator, zastępca Prokuratora Krajowego (zm. 2022)
  - Grzegorz Wilk, polski wokalista, aktor, dziennikarz
  - 29 października:
  - Bogdan Brzyski, polski aktor
  - Dmitrij Ananko, rosyjski piłkarz
- 30 października:
  - Maurizio Lobina, włoski muzyk, członek zespołu Eiffel 65
  - Anna Le Moine, szwedzka curlerka, złota medalistka Zimowych Igrzysk Olimpijskich 2006 w Turynie
  - Adam Copeland, kanadyjski Wrestler
- 31 października – Beverly Lynne, amerykańska aktorka
- 1 listopada – Dawn Burrell, amerykańska lekkoatletka, skoczkini w dal
- 2 listopada – Amy Finkelstein, amerykańska ekonomistka, wykładowczyni akademicka pochodzenia żydowskiego
- 6 listopada – Tomasz Urynowicz, polski samorządowiec, działacz sportowy i społeczny, wicemarszałek województwa małopolskiego
- 7 listopada:
  - Anita Błochowiak, polska polityk
  - Kim Yoon-jin, koreańska aktorka
- 9 listopada – Agnieszka Wójtowicz, polska koszykarka
- 12 listopada – Agnieszka Chłoń-Domińczak, polska ekonomistka, urzędniczka państwowa
- 14 listopada
  - Katarzyna Dutkiewicz, polska dziennikarka, działaczka samorządowa, polityk, poseł na Sejm RP
  - Anna Murínová, słowacka biathlonistka
- 18 listopada – Przemysław Włosek, polski samorządowiec, wicemarszałek województwa zachodniopomorskiego
- 19 listopada – Adam Niedzielski, polski ekonomista, polityk, minister zdrowia
- 20 listopada – Dick van Burik, holenderski piłkarz
- 21 listopada – Jorge Azcón, hiszpański polityk, prezydent Aragonii
- 22 listopada
  - Alexandra Fusai, francuska tenisistka
  - Caroline Ammel, francuska lekkoatletka, tyczkarka
- 23 listopada – Lena Dąbkowska-Cichocka, polska polityk
- 28 listopada:
  - Jowita Budnik, polska aktorka
  - Agnieszka Spyrka, polska malarka, graficzka, ilustratorka (zm. 2008)
- 29 listopada – Ryan Giggs, walijski piłkarz
- 30 listopada – Rafael Rokaszewicz, polski samorządowiec, prezydent Głogowa
- 1 grudnia – Andrzej Bittel, polski prawnik, urzędnik państwowy, sekretarz stanu w Ministerstwie Infrastruktury
- 2 grudnia:
  - Agnieszka Cybal-Michalska, polska pedagog, profesor Uniwersytetu im. Adama Mickiewicza w Poznaniu
  - Monica Seles, amerykańska tenisistka
  - Rafał Wójcikowski, polski ekonomista, polityk, poseł na Sejm RP (zm. 2017)
- 3 grudnia
  - Daniela Biamonte, włoska siatkarka
  - Adriana Carmona, wenezuelska taekwondzistka
- 4 grudnia – Tyra Banks, amerykańska modelka, aktorka, piosenkarka, osobowość telewizyjna
- 5 grudnia:
  - Krystyna Dąbrowska, polska szachistka
  - Shalom Harlow, kanadyjska aktorka, modelka
  - Mikelangelo Loconte, włoski piosenkarz, W.A. Mozart w musicalu „Mozart l’Opera Rock”
- 6 grudnia - Nikos Christodulidis, cypryjski polityk, prezydent Cypru
- 8 grudnia:
  - Corey Taylor, wokalista grup Slipknot oraz Stone Sour
  - Chris Ensminger, amerykański koszykarz
- 10 grudnia – Rusty LaRue, amerykański koszykarz, trener
- 11 grudnia
  - Anna Łukasik, polska menedżerka, wiceminister
  - Agnieszka Mosór, polska dziennikarka, prezenterka telewizyjna
- 12 grudnia:
  - Américo Aguiar, portugalski duchowny katolicki, biskup pomocniczy patriarchatu Lizbony, kardynał
  - Katarzyna Felusiak, polska florecistka
- 14 grudnia:
  - Waldemar Goszcz, polski aktor (zm. 2003)
  - Sabina Włodek, polska piłkarka ręczna
- 16 grudnia – Kristie Boogert, holenderska tenisistka
- 17 grudnia – Brian Fitzpatrick, amerykański polityk, kongresmen ze stanu Pensylwania
- 18 grudnia - Agnieszka Pachałko, polska modelka, zdobywczyni tytułów: Miss Polski i Miss International
- 19 grudnia – Kebu Stewart, amerykański koszykarz
- 20 grudnia:
  - Gabriele Dell’Otto, włoski rysownik
  - Nadia Farès, francuska aktorka** Kerryann Ifill, barbadoska polityczka
  - Maarja Kangro, estońska poetka, pisarka, tłumaczka
  - Antti Kasvio, fiński pływak
  - Paweł Skibiński, polski historyk, politolog, wykładowca akademicki, publicysta
- 21 grudnia:
  - Tomasz Sikora, polski biathlonista
  - Jakub Szulc, polski polityk
  - Hideharu Miyahira, japoński skoczek narciarski
  - Marzena Zbrojewska, polska lekkoatletka, dyskobolka
- 23 grudnia – Gala León García, hiszpańska tenisistka
- 24 grudnia – Stephenie Meyer, amerykańska pisarka
- 25 grudnia – Adam Woronowicz, polski aktor
- 28 grudnia - Alex Coomber, brytyjska skeletonistka
- 30 grudnia:
  - Swetłana Kriwenczewa, bułgarska tenisistka
  - Radek Vondráček, czeski prawnik, polityk, przewodniczący Izby Poselskiej
- 31 grudnia – Tanya Gold, brytyjska dziennikarka
- dokładna data nie znana – Agnieszka Lisak, polska poetka i aforystka

## Zdarzenia astronomiczne
- 30 czerwca – całkowite zaćmienie Słońca: 7m04s W Afryce
- 24 grudnia – obrączkowe zaćmienie Słońca widoczne nad Ameryką Środkową. Południową, Atlantykiem i północną Afryką.

## Nagrody Nobla
- z fizyki – Leo Esaki, Ivar Giaever, Brian David Josephson
- z chemii – Ernst Otto Fischer, Geoffrey Wilkinson
- z medycyny – Karl von Frisch, Konrad Lorenz, Nikolaas Tinbergen
- z literatury – Patrick White
- nagroda pokojowa – Henry Kissinger, Lê Đức Thọ (nie przyjął nagrody)
- z ekonomii – Wassily Leontief

## Święta ruchome
- Tłusty czwartek: 1 marca
- Ostatki: 6 marca
- Popielec: 7 marca
- Niedziela Palmowa: 15 kwietnia
- Pamiątka śmierci Jezusa Chrystusa: 17 kwietnia
- Wielki Czwartek: 19 kwietnia
- Wielki Piątek: 20 kwietnia
- Wielka Sobota: 21 kwietnia
- Wielkanoc: 22 kwietnia
- Poniedziałek Wielkanocny: 23 kwietnia
- Wniebowstąpienie Pańskie: 31 maja
- Zesłanie Ducha Świętego: 10 czerwca
- Boże Ciało: 21 czerwca